# گلندیل (آریزونا)
گلندیل (به انگلیسی: Glendale) شهری در شهرستان مریکوپا، آریزونا، ایالات متحده آمریکا است.  گلندیل که در حدود نه مایلی شمال غربی مرکز ایالت فینیکس قرار دارد، به‌خاطر استادیوم استیت فارم، که خانه تیم فوتبال آریزونا کاردینالز است، شهرت دارد.  این شهر همچنین دارای مرکز خرید Arrowhead Towne Center است.  در سرشماری ۲۰۲۰، گلندیل ۲۴۸۳۲۵ نفر جمعیت داشت.